# Hans-Joachim Bürkner

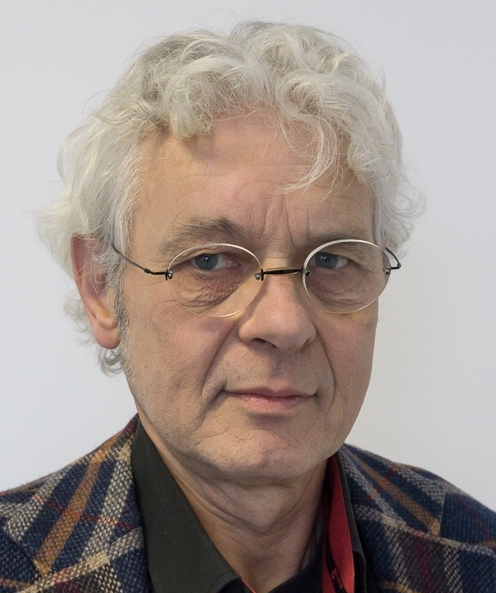
Hans-Joachim Bürkner (2016)

Hans-Joachim Bürkner (* 2. November 1954 in Hildesheim) ist ein deutscher Geograph, Leiter der Stabsstelle Exzellenzstrategie im Direktorium des Leibniz-Instituts für Raumbezogene Sozialforschung (IRS) in Erkner und Professor für Wirtschafts- und Sozialgeographie an der Universität Potsdam.

## Leben
Nach seinem Abitur am Felix-Klein-Gymnasium in Göttingen 1972 studierte Hans-Joachim Bürkner von 1974 an Pädagogik, Geographie und Anglistik an der Universität Göttingen, an der er im Jahr 1980 die Erste Staatsprüfung für das Lehramt an Gymnasien ablegte. Darauf folgten an der Universität Göttingen ein Promotionsstudium in Geographie mit Promotion im Jahre 1987.
Er war als Wissenschaftlicher Mitarbeiter in Forschungsprojekten am Geographischen Institut der Universität Göttingen angestellt, arbeitete als Archivar der Akademie der Wissenschaften in Göttingen (1985–1987) und hatte Anstellungen im Geographischen Institut der Universität Göttingen als Hochschul- bzw. Oberassistent (mit Unterbrechungen bis 1998).
Die Habilitation im Fachbereich Geowissenschaften der Universität Göttingen fand im Jahre 1994 statt. Von 1995 bis 1996 erfolgte die Vertretung einer C 4-Professur an der Gesamthochschule Kassel.
Im Jahre 1999 nahm er eine Tätigkeit als Mitarbeiter im Leibniz-Institut für Raumbezogene Sozialforschung (Bezeichnung damals: Institut für Regionalentwicklung und Strukturplanung) auf. Im Jahre 2002 wurde er zum Professor für Wirtschafts- und Sozialgeographie an der Universität Potsdam gemeinsam mit dem Leibniz-Institut für Raumbezogene Sozialforschung berufen.

## Schriften (Auswahl)
Bürkner ist Autor von etwa 150 wissenschaftlichen Beiträgen (Monographien, Aufsätzen, Rezensionen, Artikeln u. a.). Wichtige Arbeiten sind (Auswahl):
Monographien
- Die soziale und sozialräumliche Situation türkischer Migranten in Göttingen. Breitenbach, Saarbrücken/Fort Lauderdale 1987, ISBN 3-88156-387-3 (Dissertation; 338 Seiten mit 111 Tabellen und 6 Abbildungen).
- Dynamik des sozioökonomischen Umbruchs in Ostmitteleuropa. Das Beispiel Nordwestböhmen (= Urbs et Regio. Band 64). Gesamthochschulbibliothek Kassel, Kassel 1996, ISBN 3-88122-890-X (Habilitationsschrift; 241 Seiten mit 71 Tabellen und 28 Abbildungen).

Herausgegebene Sammelbände
- (zusammen mit Alexandra Budke): Wasser, Gesellschaft und städtischer Raum in Mexiko (= Praxis Kultur- und Sozialgeographie. Band 45). Universitätsverlag Potsdam, Potsdam 2009, ISBN 978-3-940793-78-2 (auch online verfügbar).
- Berlin zwischen europäischer Metropolisierung und kreativer Stadtentwicklung. Imaginationen und Diskurse „von unten“ (= Praxis Kultur- und Sozialgeographie. Band 51). Universitätsverlag Potsdam, Potsdam 2011 (auch online verfügbar).
- (zusammen mit Bastian Lange und Elke Schüßler): Akustisches Kapital. Wertschöpfung in der Musikwirtschaft. Transcript Verlag, Bielefeld 2013, ISBN 978-3-8376-2256-0.

Artikel
- Jugendliche Arbeitsmigranten in Deutschland. Perspektiven am Arbeitsplatz, in Schule und Familie. In: Geographische Rundschau. Jahrgang 49, Nr. 7/8, 1997, S. 418–422.
- Kleinräumliche Wohnsegregation von Aussiedlern in der Bundesrepublik Deutschland. In: Zeitschrift für Bevölkerungswissenschaft. Jahrgang 23, Nr. 1, 1998, S. 55–69.
- Globalisierung, gesellschaftliche Transformation und regionale Entwicklungspfade in Ostmitteleuropa. In: Europa regional. Jahrgang 8, Nr. 3/4, 2000, S. 28–34 (Themenheft Transformationsforschung).
- Wohnungsmarktentwicklung in rumänischen Städten. Eine Herausforderung für die räumliche Planung in der Transformation. In: RaumPlanung. Nr. 94, 2001, S. 11–15.
- Border Milieux, Transboundary Communication and Local Conflict Dynamics in German-Polish Border Towns: The Case of Guben and Gubin. In: Die Erde. Jahrgang 133, Nr. 1, 2002, S. 69–81 (auch online verfügbar).
- (zusammen mit Ulf Matthiesen): Wissensmilieus – Zur sozialen Konstruktion und analytischen Rekonstruktion eines neuen Sozialraum-Typus. In: Ulf Matthiesen (Hrsg.): Stadtregion und Wissen. Analysen und Plädoyers für eine wissensbasierte Stadtpolitik. VS Verlag für Sozialwissenschaften, Wiesbaden 2004, S. 65–89.
- Transnationale Migration. Cultural turn und die Nomaden des Weltmarkts. In: Zeitschrift für Wirtschaftsgeographie. Band 49, Nr. 2, 2005, S. 113–122.
- Stadtentwicklung in einer sich zur Wissensgesellschaft verändernden Industriegesellschaft – Herausforderungen für die Stadtplanung. In: Detlev Baum (Hrsg.): Die Stadt in der Sozialen Arbeit. Ein Handbuch für soziale und planende Berufe. VS Verlag für Sozialwissenschaften, Wiesbaden 2007, S. 288–304.
- (zusammen mit Bastian Lange): Wertschöpfung in der Kreativwirtschaft – Der Fall der elektronischen Klubmusik. In: Zeitschrift für Wirtschaftsgeographie. Band 54, Nr. 1, 2010, S. 46–68.
- From Transformation to Idiosyncratic Modernisation: Shifting Analytic Perspectives on the Re-Shaping of Central East and East Europe. In: Journal of Urban and Regional Analysis. Jahrgang 3, Nr. 2, 2011, S. 123–142.
- Intersectionality: How Gender Studies Might Inspire the Analysis of Social Inequality among Migrants. In: Population, Space and Place. Jahrgang 18, Nr. 2, 2012, S. 181–195.
- (zusammen mit Bastian Lange): Value-Creation in Scene-based Music Production: The Case of Electronic Club Music in Germany. In: Economic Geography. Jahrgang 89, Nr. 2, 2013, S. 149–169.
- Beyond Constructivism: Europeanisation and Bordering under the Impact of Power and Imaginaries. In: Chiara Brambilla, Jussi Laine, James Wesley Scott, Gianluca Bocchi (Hrsg.): Borderscaping: Imaginations and Practices of Border Making (= Border regions series). Ashgate, London 2015, S. 27–40.
- Exploring the ‘360 Degree’ Blur: Digitalization, Sonic Capital and the Strategic Orientations of Electronic Indie Labels. In: Brian J. Hracs, Michael Seman, Tarek Virani (Hrsg.): The Production and Consumption of Music in the Digital Age (= Routledge Studies in Human Geography. Band 58). Routledge, London/New York 2016, S. 161–176.